# Thomas Say
Thomas Say (n. 27 iunie 1787, Pennsylvania, SUA – d. 10 octombrie 1834, New Harmony⁠(d), Indiana, SUA) a fost un naturalist, entomolog, malacolog și herpetolog american. Este considerat părintele entomologiei descriptive din Statele Unite. A ajutat la fondarea Societății Entomologice din America (SEA).